# Chaniat
Chaniat là một xã thuộc tỉnh Haute-Loire nam trung bộ nước Pháp. Xã Chaniat nằm ở khu vực có độ cao trung bình 649 mét trên mực nước biển.